# Maximilian von Versen
Maximilian Felix Christoph Wilhelm Leopold Reinhold Albert Fürchtegott von Versen (* 30. November 1833 in Wurchow; † 7. Oktober 1893 in Berlin) war ein preußischer General der Kavallerie und Kommandierender General des III. Armee-Korps.

## Leben

### Herkunft
Maximilian war ein Sohn des preußischen Majors Leopold von Versen (1792–1868) und dessen erster Ehefrau Hulda, geborene von Glasenapp (1810–1843). Sein Vater Rechtsritter des Johanniterordens, Herr auf Klausdorf, Katz im Kreis Neustadt sowie auf Mittel-Gerlachsheim. Der spätere preußische Generalleutnant Egmont von Versen (1849–1918) war sein Stiefbruder aus der zweiten Ehe seines Vaters mit Friederike, geborene von Toll (1827–1897).

### Militärkarriere
Versen besuchte das Friedrich-Wilhelm-Gymnasium sowie das Kadettenhaus in Berlin. Anschließend trat er am 24. Juni 1851 als Portepeefähnrich in das 1. Garde-Ulanen-Regiment der Preußischen Armee ein und avancierte Mitte Januar 1853 zum Sekondeleutnant. Von September 1855 bis Mitte Juni 1858 fungierte er als Regimentsadjutant, wurde anschließend als Adjutant der 2. Garde-Kavallerie-Brigade kommandiert und am 30. Juni 1859 zum Premierleutnant befördert. Am 15. Januar 1863 kehrte Versen in den Truppendienst zu seinem Stammregiment zurück, mit dem er sich im Jahr darauf während des Krieges gegen Dänemark am Gefecht bei Nübel beteiligte. Nach dem Krieg stieg er Ende Juni 1864 zum Rittmeister und Eskadronchef auf. Am 17. März 1866 wurde er zum Großen Generalstab kommandiert und am 16. Mai 1866 unter Belassung beim Großen Generalstab als Hauptmann dem Generalstab der Armee aggregiert. Bei der Mobilmachung anlässlich des Krieges gegen Österreich wurde Versen am 17. Mai 1866 zum Stab der Kavalleriedivision der 2. Armee unter Generalmajor von Hartmann kommandiert. Dieser beauftragte ihn mehrfach mit Erkundungsaufträgen, bei denen sich Versen durch Eigeninitiative bei Tobitschau und Königgrätz besonders bewährte. Daraufhin wurde ihm nach dem Friedensschluss der Orden Pour le Mérite verliehen.
Am 1. September 1866 wurde Versen zunächst wieder zum Großen Generalstab und drei Tage später zum Generalstab der 4. Division kommandiert. Unter Belassung beim Generalstab der 5. Division wurde er am 10. Oktober 1866 in den Generalstab der Armee einrangiert. Auf eigenen Wunsch nahm er am 14. Februar 1867 als Major seinen Abschied unter dem Vorbehalt eines möglichen Rücktritts in preußische Dienste, um außerhalb Europas neue Kriegserfahrungen zu sammeln. Er reiste nach Südamerika und wollte an der Seite Paraguays am Krieg gegen Brasilien (Tripel-Allianz-Krieg) teilnehmen. Im Hauptquartier des Staatspräsidenten Lopez angekommen, bezichtigte dieser Versen der Spionage und sperrte ihn für fast 18 Monate ein. Es gelang ihm nach Argentinien zu entkommen, mit dessen Truppen er bei der Belagerung von Humaita und der Schlacht bei Lomas Valentinas kämpfte.
Versen kehrte anschließend nach Preußen zurück und wurde am 19. August 1869 mit Patent vom 18. Juni 1869 als Major in der Armee wieder angestellt. Zunächst war er dem Generalstab aggregiert, bevor man ihn am 21. Oktober 1869 einrangierte. Zum 30. Dezember 1869 erfolgte seine Versetzung in den Generalstab des V. Armee-Korps. Im April 1870 wurde Versen nach Spanien entsandt, um eine mögliche Thronfolge des Prinzen Leopold von Hohenzollern zu erkunden.
Bei der Mobilmachung anlässlich des Krieges gegen Frankreich kam Versen am 18. Juli 1870 in den Generalstab der 4. Kavallerie-Division unter Prinz Albrecht von Preußen. In dieser Stellung nahm er zunächst an den Schlachten bei Weißenburg und Wörth teil. Bei Sedan wurde er durch einen Granatsplitter am Fuß schwer verwundet und musste zur Gesundung nach Deutschland zurückkehren. Ende November 1870 kehrte er zu seiner Division zurück und machte die Schlachten bei Orleans und Cravant sowie die Gefechte bei Stonne, Cravanche, Illiers und Yèvres mit. Ende Dezember 1870 erkrankte er schwer an den Pocken, sodass er am weiteren Kriegsverlauf nicht mehr teilnehmen konnte. Neben beiden Klassen des Eisernen Kreuzes erhielt Versen das Mecklenburgische Militärverdienstkreuz II. Klasse.
Nach dem Vorfrieden von Versailles und seiner Genesung, die er auf dem Gut seines Bruders bei Darmstadt verbracht hatte, wurde Versen am 4. April 1871 als etatmäßiger Stabsoffizier in das Thüringische Husaren-Regiment Nr. 12 versetzt. Der Verband befand sich zu diesem Zeitpunkt noch bei der Okkupationsarmee in Frankreich und verlegte anschließend in die Garnison nach Merseburg. Vom 14. April bis zum 19. Mai 1872 war er zur Pferdemusterung im Bereich des IV. Armee-Korps kommandiert. Am 28. Mai 1874 wurde er zum Kommandeur des Thüringischen Husaren-Regiments Nr. 12 ernannt und in dieser Eigenschaft stieg er bis Ende März 1877 zum Oberst auf.  
Im November 1878 nahm Versen an den Jagden des Großherzogs Carl Alexander von Sachsen-Weimar teil und lernte dabei den damaligen Prinzen Wilhelm von Preußen und späteren Deutschen Kaiser kennen. 
Mit dem Großherzog als Protektor wurde Versen 1871 für zwölf Jahre Präsident des Sächsisch-Thüringischen Reiter- und Pferdezuchtvereins, den Major Egmont von Rauch, sein Vorgänger als etatmäßiger Stabsoffizier in Merseburg, 1867 gegründet hatte. Auf die Anregung des rennsportlich begeisterten Versen ging 1879 auch die Errichtung des Verbandes Deutscher Reiter- und Pferdezuchtvereine zurück, dessen Vorsitz Rauchs Bruder, der General Alfred Bonaventura von Rauch, übernahm. Im Herbst 1880 stürzte Versen bei einem Rennen bei Eisenberg so schwer, dass er unter dem Pferd zu liegen kam und sich erhebliche Verletzungen zuzog. Sein Pferd hatte sich das Kreuz gebrochen und musste erschossen werden. 
Im Frühjahr des Folgejahres war er wieder hergestellt und man beauftragte ihn am 21. November 1881 unter Stellung à la suite seines Regiments zunächst mit der Führung der 14. Kavallerie-Brigade in Düsseldorf. Am 12. Dezember 1882 wurde zum Kommandeur dieser Brigade ernannt und am 3. August 1883 zum Generalmajor befördert. In gleicher Eigenschaft führte Versen ab dem 13. März 1884 die 2. Garde-Kavallerie-Brigade, stieg am 27. Januar 1888 zum Generalleutnant auf und wurde am 17. April 1888 als Kommandeur der 8. Division nach Erfurt versetzt. Unter Belassung in dieser Stellung ernannte ihn Kaiser Wilhelm II. am 19. Juni 1888 zu seinem Generaladjutanten.
Am 2. August 1888 wurde Versen zu den Herbstübungen des Gardekorps und III. Armee-Korps als Führer des markierten Feindes kommandiert. Anschließend wurde er am 22. März 1889 als Kommandeur der Kavalleriedivision des XV. Armee-Korps nach Metz versetzt. Am 8. Juni 1889 erhielt er das Großkreuz des Ordens der Krone von Italien sowie am 23. August 1889 den Kronen-Orden I. Klasse und am 30. September 1889 den Lippischen Hausorden I. Klasse. Ende Oktober nahm Versen als Vertreter des Kaisers an den Beisetzungsfeierlichkeiten des verstorbenen Königs Luís in Lissabon teil. Dort lernte er auch den französischen General und späteren Kriegsminister Gaston de Galliffet kennen. Nach seiner Rückkehr erfolgte am 23. Dezember 1889 seine Ernennung zum Kommandeur der Garde-Kavallerie-Division. Daran schloss sich am 24. März 1890 seine Ernennung zum Kommandierenden General des III. Armee-Korps in Berlin an. Zugleich war Versen seit Mitte April 1890 auch ständiges Mitglied der Landesverteidigungskommission. Er erhielt am 17. September 1890 das Großkreuz des Bayerischen Militärverdienstordens, am 23. September 1890 das Großkreuz des Albrechts-Ordens sowie am 1. Januar 1892 den Roten Adlerorden I. Klasse mit Eichenlaub. Am 27. Januar 1892 wurde er zum General der Kavallerie befördert. Im Frühjahr 1893 zeigten sich bei ihm erste Anzeichen eines Leberleidens, dass die Ärzte auf den schweren Sturz zurückführte, den er 1880 bei Eisenberg erlitten hatte. Trotz Kuren in Karlsbad und auf Sylt verstarb er am 7. Oktober 1893 in Berlin und wurde am 10. Oktober 1893 nach Crampe zur Beisetzung überführt.

### Familie
Versen heiratete am 18. März 1872 in Merseburg die Amerikanerin Alice Clemens (1850–1912). Das Paar hatte mehrere Kinder:
- Hulda (1871–1945) ⚭ 26. September 1893 Georg von Arnim-Suckow (* 1870), Fideikommissherr auf Suckow, preußischer Leutnant a. D.[3]
- Friedrich (* 1873), Herr auf Burzlaff, preußischer Oberleutnant
- Maximilian (* 1877), preußischer Leutnant
- William (* 1878), preußischer Kammergerichtsreferandar und Leutnant der Reserve
- Elisabeth (* 1889)